# Empire colonial norvégien

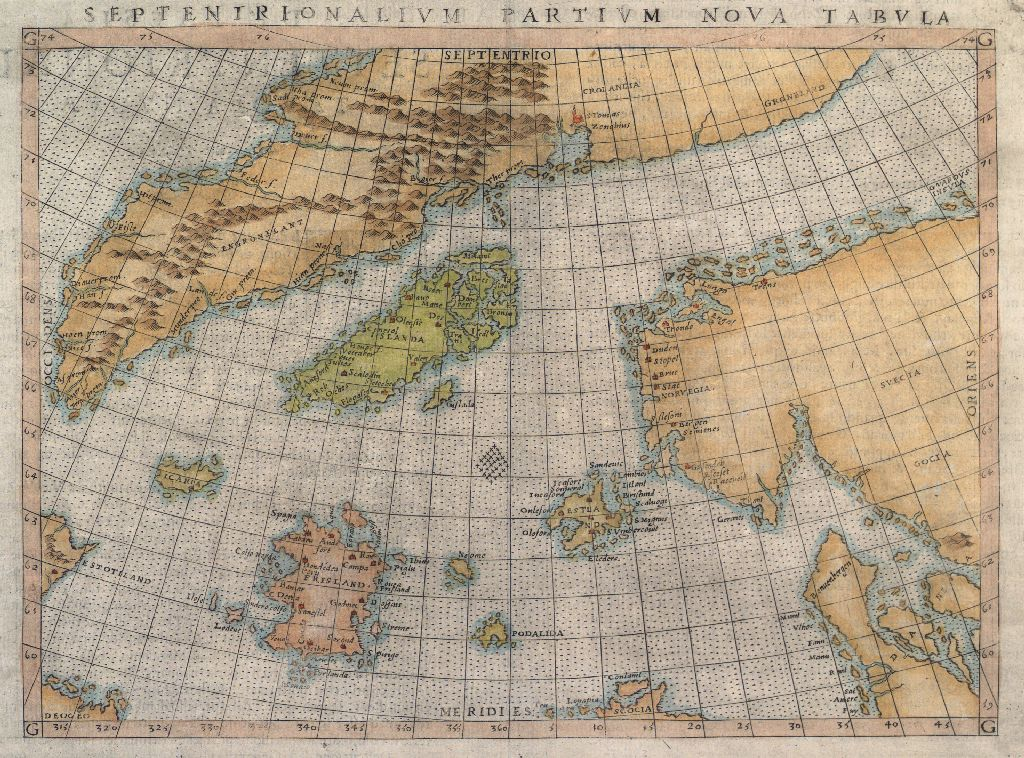
Carte de la fin du XVIe siècle représentant la Scandinavie, l'Islande et le Groenland, entre autres

 (signalé en juin 2025).
Si vous disposez d'ouvrages ou d'articles de référence ou si vous connaissez des sites web de qualité traitant du thème abordé ici, merci de compléter l'article en donnant les références utiles à sa vérifiabilité et en les liant à la section « Notes et références ».
- Archive Wikiwix
- Bing
- Cairn
- DuckDuckGo
- E. Universalis
- Gallica
- Google
- G. Books
- G. News
- G. Scholar
- Persée
- Qwant
- (zh) Baidu
- (ru) Yandex
- (wd) trouver des œuvres sur Wikidata

L'empire colonial norvégien est le nom donné aux possessions norvégiennes au Moyen Âge, bien que la Norvège ait acquis de nouveaux territoires, notamment en Arctique et Antarctique, durant le XXe siècle.

## Empire norvégien auMoyen Âge
L'Empire norvégien fut créé grâce à la puissance de la flotte scandinave qu'il possédait et fut surtout un empire insulaire. Il perdit ses territoires en combat face aux Écossais, ou cédés au Danemark avec qui la Norvège fut unie en 1380 (Union de Kalmar).

### Possessions américaines
- Groenland (1261-1380)
- Vinland

### Possessions européennes
- Royaume de Man et des Îles (Royaume vassal de la Norvège jusqu'en 1266)
- Hébrides
- Îles Féroé (entre 800 et 900-1380)
- Islande (vers 1000-1380)
- Orcades (IXe siècle-1469)
- Shetland (IXe siècle-1472)

## Territoire norvégien depuis leXXesiècle

### Possessions européennes
- Île Jan Mayen (depuis 1929)
- Svalbard (depuis 1920)

### Possessions antarctiques
- Île Bouvet (depuis 1927)
- Île Pierre Ier (depuis 1929)
- Terre de la Reine-Maud